# Calorimetro (fisica delle particelle)
In fisica delle particelle un calorimetro è un rivelatore di particelle che misura l'energia di una particella. Molte particelle entrando nel calorimetro provocano uno sciame di particelle e l'energia delle particelle generate viene depositata nel calorimetro e misurata. L'energia può essere misurata interamente, richiedendo il totale contenimento dello sciame di particelle, o solo in parte. Tipicamente i calorimetri sono divisi trasversalmente per acquisire informazioni sulle direzione delle particelle, e naturalmente per misurare l'energia, mentre una segmentazione longitudinale può fornire informazioni riguardanti il tipo di particella, basandosi sulla forma dello sciame che provoca.

## Tipi di calorimetri
Un calorimetro elettromagnetico è progettato per misurare l'energia delle particelle che interagisco per via elettromagnetica, mentre i calorimetri adronici sono progettati per rivelare particelle che interagisconono attraverso l'interazione forte.
Entrambi i tipi possono essere calorimetri a campionamento, in cui il materiale che produce lo sciame è distinto dal materiale che misura l'energia depositata. Tipicamente i due materiali si alternano. Un vantaggio di questo metodo è che i materiali usati possono essere ottimizzati per il loro obiettivo; per esempio, un materiale molto denso può produrre lo sciame che in questo modo si evolve in uno spazio ridotto; il materiale così denso non è ottimale per la misura dell'energia.

## Esperimenti che usano calorimetri
- Esperimento Atlas
- BaBar
- Belle
- Compact Muon Solenoid (CMS)